# Leucania liebherri
Leucania liebherri là một loài bướm đêm trong họ Noctuidae.